# Mohamed Hajji
Pour les articles homonymes, voir Hajji.
Mohamed Hajji (1923 à Salé - 2003) est un historien, encyclopédiste, écrivain, érudit et un professeur universitaire marocain salétin. Auteur d'une quarantaine d'ouvrages, il est notamment célèbre pour son encyclopédie Maâlamat Al-Maghrib, l'œuvre de sa vie.
Il est le cousin de "Sa Majesté de la Presse" Saïd Hajji, du poète Abderrahmane Hajji et de l'écrivain Abderraouf Hajji. Mohamed, Saïd et Abderrahmane Hajji sont enterrés dans le mausolée de leur ancêtre Sidi Ahmed Hajji à Salé.

## Biographie
Mohamed Hajji est né le 31 janvier 1923 au sein d'une grande et ancienne famille de Salé affiliée à son ancêtre Sidi Ahmed Hajji. Mohamed Hajji a suivi un cursus régulier à l'Institut des Hautes études marocaines en 1958 où il est diplômé en arabe classique et en traduction. Il enseigne à l'École M'hammed Guessous à Rabat de 1943 à 1944 et est directeur fondateur de l'école privée de la Jeune fille salétine où il enseigne de 1945 à 1948. Il est aussi instituteur de l'enseignement public au collège d'Azrou puis à l'École régionale des instituteurs de Rabat de 1949à 1956, ensuite professeur au lycée Moulay Youssef à Rabat de 1956 à 1957, Mohamed Hajji a été aussi directeur de l'école régionale d'instituteurs de Marrakech de 1957 à 1959 et instituteur de l'enseignement de l'arabe puis inspecteur régional de l'enseignement primaire à Rabat de 1959 à 1961. De 1961 à 1962, il occupe le poste d'inspecteur principal au ministère de l'Éducation Nationale. Il assure également les fonctions de délégué du ministère à Casablanca de 1961 à 1964. Il obtient une licence en langue et littérature arabes de la même faculté en 1961 et un diplôme d'études supérieures en histoire de la Faculté de Rabat en 1963, avant d'occuper le poste de chef de la division de la recherche et de l'action pédagogique au Ministère de l'Éducation Nationale de 1964 à 1967. Il obtient en 1976 un doctorat d'État en lettres et sciences humaines de La Sorbonne à Paris et occupe le poste de doyen de la Faculté des lettres de Rabat de 1979 à 1981, avant d'être directeur du Collège Royal de 1982 à 1984.
L'enseignante à la Faculté des lettres de Rabat Najat Lamrini, l'une des proches de l'historien a souligné clairement que cette encyclopédie est un travail colossal «censé être mené par des institutions et non par des personnes». Elle affirme aussi que Mohamed s'intéressait aux manuscrits arabes et andalous et incitait les étudiants à s'y intéresser. Son ami, Kacem Zhiri dit qu'il était quelqu'un de «toujours accueillant, serein et jovial».

## Décoration
Mohamed Hajji est titulaire de l'Ordre du Grand Mérite du Livre décerné par le ministère des Affaires culturelles en 1988.

## Œuvres principales
- «Maâlamat Al-Maghrib», encyclopédie du Maroc (sa principale œuvre).
- «La Zaouïa de Dila et son triple rôle religieux, scientifique et politique» (1964)
- «L'activité intellectuelle au Maroc sous la dynastie saâdienne» publiée en versions arabe et française (1976)
- «Le Catalogue des manuscrits de la Bibliothèque Sbihi à Salé» (1985)
- Corédacteur de «Le patrimoine andalou: découverte et estimation» (1993)

## Œuvres restaurées
- «Al Fahris» d'Ahmed Al Manjour (décédé en 995 H)
- «Al Mohadatat» de Hassan El Youssi (mort en 1102 H)
- «Fath Ach chakour fi maârifati aayan oulema du Takrour» de Ahmed Abou Bakr Seddiq el Berti (décédé en 1219 H)
- «Al Moukadimat Al Moumahhidate» d'Ibn Roshd (mort en 520 H)
- «Silat Al khalaf bi maousol As Salaf» de Mohamed Ben Slimane Arroudani (mort en 1094 H)
- «L'Encyclopédie des célébrités marocaines»

## Œuvres traduites
- «Wasf Ifriquia» (Description de l'Afrique) de Al Hassan Ben Mohamed Al Wazzane Al Fassi (Léon l'Africain)
- «Ifriquia» (L'Afrique) de Luis del Mármol Carvajal
- «Fès avant le protectorat» de Roger Le Tourneau
- «Histoire des Chorafas» de Degude Tres
- «Rihlat Al Assir» (Mémoires d'un prisonnier) de l'explorateur français Germain Moüette
- «Abd El Kader Jilani» de Mohamed Ali Ayni Tourki